# Dekanat XVI – św. Barbary w Sosnowcu
Dekanat św. Barbary w Sosnowcu – dekanat diecezji sosnowieckiej.
W skład dekanatu wchodzą: 
- parafia Niepokalanego Poczęcia Najświętszej Maryi Panny w Sosnowcu
- parafia św. Barbary w Sosnowcu
- parafia św. Franciszka z Asyżu w Sosnowcu
- parafia św. Jacka w Sosnowcu
- parafia św. Jana Chrzciciela w Sosnowcu
- parafia św. Stanisława Biskupa i Męczennika w Sosnowcu
- parafia św. Szymona i Judy Tadeusza w Sosnowcu